# ليندون (فيرمونت)
ليندون (بالإنجليزية: Lyndon, Vermont)‏ هي بلدة تقع بولاية فيرمونت في الولايات المتحدة. تبلغ مساحتها 103.1 (كم²)، وترتفع عن سطح البحر 213 م، بلغ عدد سكانها 5981 نسمة في عام 2010 حسب إحصاء مكتب تعداد الولايات المتحدة وتصل الكثافة السكانية فيها 58.5 نسمة/كم2.

## أعلام
- تشارلز دبليو. ويلارد
- إسحاق فليتشير
- فرانكلين د. ويليام

## وصلات خارجية
- www.lyndonvt.org
- The US50 - Cities and Towns in Vermont State
- Vermont Cities and Towns, Facts, Map, Flag, Colleges, Government, and More